# Leon Engelman (literat)
Leon Engelman, slovenski pisatelj in pesnik, * 17. februar 1841, Kranj, † 18. junij 1862, Novo mesto.

## Življenje in delo
Po dokončanem 6. razredu gimnnazije v Ljubljani je v jeseni 1860 odšel v 7. razred v Novo mesto. Od 1858 najprej je v tisku nastopal s psevdonimom Nožarjev s krajšimi prispevki v prozi in pesmimi. Pod vplivom sošolca A. Umka, s katerim ga je vezalo iskreno prijateljstvo, je zložil sonetni venec Pozdrav milosti polni z akrostihom Ave gratia plena (1861). Kot pesnik je ostal zaradi zgodnje smrti v začetku razvoja; didakcija mu je često okorna, kar pričajo tudi poskusi iz njegove zapuščine in prevedena mladinska povest z moralno tendenco Gospodova pota so čudna (Ljubljna, 1862). 